# ماري بيلي
ماري بيلي (26 مارس 1633 – 1699) كانت واحدة من النساء اللاتي يشغلن مهنة الرسم في عصر الباروك، وهي من الرسامات الأكثر نجاحا في أواخر القرن السابع عشر. وقد أشاد كل من ريتشارد جيبسون والرسام الناقد بيتر للي، أنها رسامة ناجحة مثل جوان كارلايل. حيث أن جوان كارلايل أيضا واحدة من أوائل النساء الإنجليزيات اللاتي مارسن مهنة الرسم وبرعوا فيها.
استطاعت ماري بيلي أن تكون لأسرتها الدخل المالي المناسب من خلال أعمالها الفنية منذ أن بدأت تنشر أعمالها الفنية بشكل رسمي، وقد كتبت واحداً من أهم الكتب الذي يعد من الأبرز لديها كتاب المرأة والجرائة وأعلنت لها سلطت الضوء في ذلك الكتاب على ألواحها.
وقفت ماري بيلي إلى جانب نساء أخريات بسبب جرأتهن على العمل وبروزهن في الأعمال الناجحة التي سمحت لها بأن تكون العائل لها ولأسرتها.

## بداية حياتها
ولدت ماري بمقاطعة سوفولك في إنكلترا في أواخر شهر مارس. وقد تم تعميدها في 26 مارس 1633 على يد والدها جون كرادوك في كنيسة ركتوري في قرية باري سانت ادمونز في سوفولك. كانت والدتها تسمى دوروثي. وكان والدها جون كرادوك أيضا رسام هاوي، ومن الذين قد درسوا لماري كيفة الرسم، وقد كان من الشائع بالنسبة للآباء تعليم بناتهن الرسم في ذلك الوقت بالنسبة للذين ينشأون في قرية باري ادمونز.
عملت ماري مع مجموعة من الرسامين في باري سانت إدموندز، وكان يعمل معها كل من بيتر للي وماثيو سنيلينغ، وقد تزوجت ماري في 23 أغسطس 1643، وأنجبت ابنا اسمه جون جون ودوروثي كرادوك. دوروثي توفت بعد فترة قليلة من ولادة جون خلال الحرب الأهلية.
التقت ماري بتشارلز بيلي، الذي كان يعمل في تجارة القماش والذي كان أيضا من هواة الرسم، تزوجت ماري كرادوك من تشارلز بيلي في 8 مارس 1651 في سن الثامنة عشرة. ونظرا لأن جون كرادوك كان يعاني من مرض خطير في ذلك الوقت وتوفي بعد الزواج من ماري ببضعة أيام.

## في حياتها العملية
الطريقة الأكثر شيوعاً للطلاء في الوقت كانت نسخ من الأعمال العظيمة والتحف التي كانت موجودة. ماري بيلي كانت تفضل الطلاء بألوان الزيت والماء، وذلك في جميع اعمالها الفنية، وقد اعتمدت الوان الزيت كثيرا في التلوين.
بدأت ماري بيلي العمل باللوحات عن طريق المجاملات للناس بحيث تٌعرف مقابل هدايا صغيرة، وقد احتفظ تشارلز بيلي بسجل التوثيق لكل شيء فعلته ماري في مجالها الفني. وقد أصبحت رسامة بصورة شبه مهنية بين عقد 1650 و1660، وقد كانت تعمل في منزلها أولاً في كوفنت جاردن ولاحقا في شارع فليت.

### كتابتها
في عام 1663 نشرت ماري بيلي ملاحظاتها. هي قطعة غير منشورة من كتابها التعليمية والتي بدأت فيها بتأليف كيف ترسم المشمش؟. وتبين الملاحظات أيضا مجهود الشراكة والتعاون الجيد بينها وبين تشارلز، ثم أعلنت بعد ذلك عن كتاب المرأة والجرائة، كما ان لها كتب مخطوطة تسمى الخطاب على الصداقة في قصائد طرحتها عام 1666 وأربعة تم طرحهم في 1667.

### عملها في مجال الرسم
كان المفتاح بالنسبة للإناث ليتخذن الرسم مهنة ناجحة هو كسب السمعة الطيبة، بدأت ماري ببيع اللوحات بالمقابل المادي في عقد 1670، وقالت أنها التقطت بعناية منظمة الصحة العالمية وأدى الطلاء التي تستخدمه بالثناء لها في دائرة من الأصدقاء لبناء سمعة طيبة كرسامة محترفة. ومن ضمن من أثنى عليها الملكة هنريتا ماريا والقسيس جون تيلوتسون وهو قس من كنيسة سانت جيمس وصديق مقرب من ماري بيلي والذي أصبح «رئيس أساقفة كانتربري» في نهاية المطاف.
قد يكون بسبب والد مريم جون، الذي كان رجل جامعي تربوي، أو صلتها الوثيقة باقسيس تيلوتسون هو السبب في إبقاء رجال الدين في سان جيمس على عدم التعرض لماري بالنقد السلبي بحيث كونها امرأة تعمل بمجال الرسم، وقد وكانت تبيع ماري عادة خمسة جنيهات للوحات الزعماء وعشرة جنيهات لنصف هيئة للوحات الزيتية. وقد أدلت حوالي مائتي جنيه استرليني في السنة، وقدمت عشرة في المئة عائدات لها للجمعيات الخيرية. وكان هذا الدخل يكفي لدعم أسرتها.

## المدح والإنتقاد
لوحات ماري بيلي غالباً ما توصف بأنها «نشطة» و«ذكورية». (وقد كان من الشائع الثناء على المرأة أو عملها بالدعوة لها بالذكورية).
كما انه تم الأخذ بعين الاعتبار بكون الالوان نقية وطبيعية واضحة وجديدة، على الرغم من أن يرى بعض النقاد لها أن التلوين في لوحاتها "ثقيلة وقاسية". ويقال ان رسوم ماري بيلي بسبب نسخ روائع الإيطالية القديمة، فقد اكتسبت النمط الإيطالي في رسمها. لم يفت كثير يمكن أن لها "اللون، وقوة، والقوة، أو الحياة"، وقد ابدى السير بيتر للي إعجابه بأعمال ماري بيلي، قائلا أنها "عملت مع مجموعة رائعة من الالون، وكانت الغاية كادحة.
آخرين من النقد انتقدوا عملها كضعف في التعبير والانتهاء مع طرحها ألوان بغيضة وسيئة المقدمة اليدين. هو ما يوصف أحياناً بأنه «مخربش» مع «لوحة ألوان محدودة» ويقلد عمل للي أيضا عن كثب. يمكن الاطلاع على عرض بعض الأعمال التي لها في متحف جيفري في لندن بالمملكة المتحدة.